# Jim Messina
James Melvin "Jim" Messina (Maywood, 5 de diciembre de 1947) es un músico y productor estadounidense. Fue miembro del grupo de folk rock Buffalo Springfield, fundador del grupo de country rock Poco, y parte del dúo Loggins y Messina junto a Kenny Loggins. Nació en Maywood (California) pero se crio en Texas. Sus primeras influencias musicales fueron Elvis Presley y Ricky Nelson.

## Discografía

### Jim Messina and His Jesters
- The Dragsters (1964)

### Buffalo Springfield
- Last Time Around (1968)

### Poco
- Pickin' Up the Pieces (1968)
- Poco (1969)
- Deliverin (1970)
- Legacy (1989)

### Loggins y Messina
- Sittin' In (1971)
- Loggins and Messina (1972)
- Full Sail (1973)
- On Stage (1974)
- Mother Lode (1974)
- So Fine (1975)
- Native Sons (1976)
- Finale (1976)
- The Best of Friends (1977)

### Jim Messina
- Oasis (1979)
- Messina (1981)
- One More Mile (1983)
- Watching The River Run (1996)
- Watching The River Run (Revisited) (2005)
- Under a Mojito Moon Part-1 (2009)
- "Live" at the Clark Center for the Performing Arts (2012)
- In the Groove (2016)